# Zola Dragoitschewa

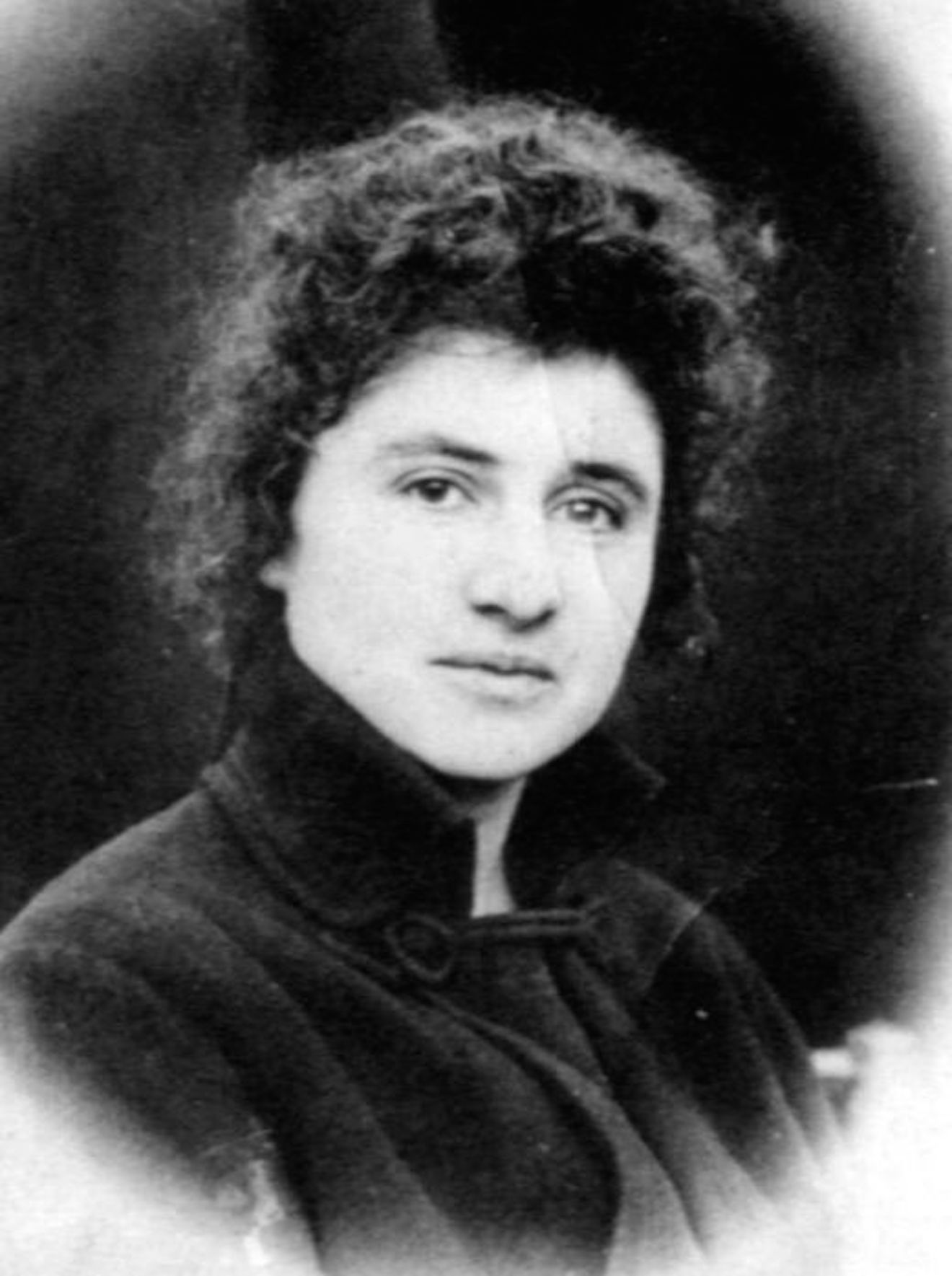
Zola Dragoitschewa als junge Frau

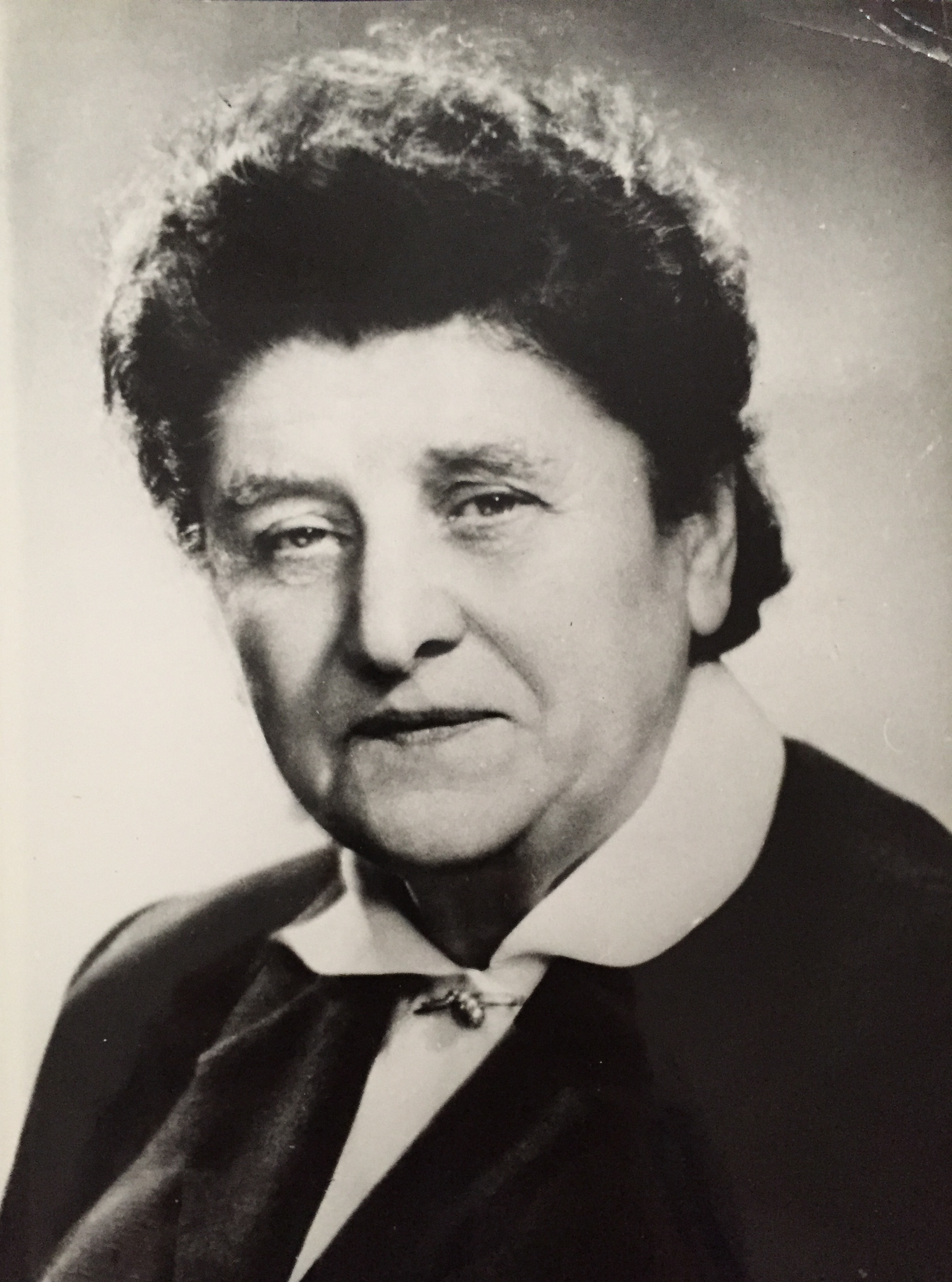
In älteren Jahren

Zola Dragoitschewa (bulgarisch Цола Драгойчева; * 18. August 1898 in Bjala Slatina; † 26. Mai 1993 in Sofia) war eine bulgarische Politikerin. Sie war auch unter dem Pseudonym Sonja tätig.

## Leben
Sie war als Lehrerin tätig, trat im Jahr 1919 der Bulgarischen Kommunistischen Partei bei und beteiligte sich 1923 am Septemberaufstand. Zu einer 15-jährigen Gefängnisstrafe verurteilt, wurde sie jedoch bereits 1924 amnestiert. Wegen gewaltsamer Aktionen mit dem bewaffneten Arm der Bulgarischen Kommunistischen Partei wurde sie 1925 zum Tode, dann zu lebenslänglicher Haft verurteilt. 1932 erfolgte eine erneute Amnestierung. Von 1932 bis 1936 absolvierte sie die Internationale Lenin-Schule in Moskau.
1937 wurde sie Mitglied des Zentralkomitees und 1940 des Politbüros der Bulgarischen Kommunistischen Partei. Im Jahr 1942 wurde sie in Abwesenheit abermals zum Tode verurteilt. Nach der Machtübernahme der Kommunisten in Bulgarien am 9. September 1944 übernahm sie hohe Funktionen in der Partei und im bulgarischen Staatsapparat.
Sie befasste sich mit der Frage der nationalen Zugehörigkeit Mazedoniens. Als Mitglied des bulgarischen Politbüros äußerte sie sich 1979 dahingehend, dass das zum damaligen Zeitpunkt zu Jugoslawien gehörende Mazedonien altes bulgarisches Land sei, das den Bulgaren gewaltsam genommen worden sei.
Sie wurde als Held der Volksrepublik Bulgarien, Held der Sozialistischen Arbeit und mit dem Internationalen Lenin-Friedenspreis ausgezeichnet.

## Werke
- Gebot der Pflicht, Memoiren, 1977
- Makedonien – kein Zankapfel, sondern Faktor der guten Nachbarschaft und der Zusammenarbeit : Erinnerungen und Gedanken, 1979
- Von der Niederlage bis zum Sieg, 1983